# Hexobarbital
Hexobarbital (INN) je barbiturát s hypnotickými a sedativními účinky, známý též pod obchodními názvy Citopan, Evipan a dalšími. Používal se ve 40. a 50. letech 20. století k vyvolání anestezie pro chirurgické výkony. Má relativně rychlý nástup účinku a působí krátkodobě. Je však obtížné ovládat hloubku anestezie, proto je jeho použití k tomuto účelu poměrně nebezpečné a byl tedy v humánní medicíně nahrazen bezpečnějšími látkami, hlavně thiopentalem. Používal se také jako rychle působící hypnotikum s krátkodobým trváním účinku. Hexobarbital je ještě stále předmětem vědeckého zkoumání.